# Тютєрєв Ігор Анатолійович
Ігор Анатолійович Тютєрєв (19 червня 1971 ) — радянський і український футболіст, воротар. Український футбольний суддя.

## Біографія
На професіональному рівні провів одну гру — 14 листопада 1988 року в складі «Дніпра» (Дніпропетровськ) в домашньому матчі проти «Динамо» Мінськ (4:3). «Дніпро» на той час уже забезпечив собі золоті медалі чемпіонату і основний склад полетів на міжнародний турнір в Марокко, а в останній грі виступали дублери.
Того ж 1988 року вступив до Дніпропетровського металургійного інституту, який закінчив у 1993 році, здобувши спеціальність «Інженера-металурга чорних і кольорових металів».
У сезоні 1993/94 грав за аматорський український клуб «Металург» (Новомосковськ). Провів один матч в Кубку України — в грі 1/64 проти «Ворскли» (1:2), де суперник не забив два пенальті. Згодом виступав за аматорський клуб «Дружба» з селища Магдалинівка (1994/95 — 1998).
У 2000—2008 роках працював суддею в нижчих українських лігах.

## Досягнення
- Чемпіон СРСР: 1988